# محمد
أَبُو الْقَاسِمِ مُحَمَّدُ بْنُ عَبْدِ اللَّهِ بْنِ عَبْدِ الْمُطَّلِبِ الْهَاشِمِيُّ الْقُرَشِيُّ (ربيع الأول 53ق.هـ - ربيع الأول 11هـ) (أبريل 571م - يونيو 632م)؛ هو رسول الله إلى الإنس والجن في الإسلام؛ أُرسِل ليُعيد العالمين إلى توحيد الله وعبادته شأنه شأن كل الأنبياء والمرسلين، وهو خاتمهم، وأُرسِل للناس كافة، ويُؤمن المسلمون بأنه أشرف المخلوقات وسيد البشر، ويعتقدون فيه العصمة. عند ذكر اسمه، يُلحِق المسلمون عبارة «صلى الله عليه وسلم» مع إضافة «وآله» و«وصحبه» في بعض الأحيان، لِمَا جاء في القرآن والسنة النبوية مما يحثهم على الصلاة عليه. ترك النبي محمد أثرًا كبيرًا في نفوس المسلمين، وكثرت مظاهر محبّتهم وتعظيمهم له باتباعهم لأمره وأسلوب حياته وتعبده لله، وقيامهم بحفظ أقواله وأفعاله وصفاته وجمع ذلك في كتب عُرفت بكتب السيرة والحديث النبوي، واحتفالهم بمولده في شهر ربيعٍ الأولِ في كل عام. وحَّد محمد الجزيرة العربية في نظام إسلامي واحد، حيث شكّل القرآن وتعاليمه وممارساته أساس نظامها.
وُلد في مكة في شهر ربيع الأول من عام الفيل، قبل ثلاث وخمسين سنة من الهجرة، ما يوافق سنة 570 أو 571 ميلادياً و53ق.هـ. وُلِد يتيم الأب، وفقد أمه في سن مبكرة فتربى في كنف جدّه عبد المطلب، ثم من بعده عمه أبي طالب إذ ترعرع، وكان في تلك الفترة يعمل بالرعي ثم بالتجارة. تزوج في سن الخامسة والعشرين من خديجة بنت خويلد وأنجب منها كل أولاده باستثناء إبراهيم. كان قبل الإسلام يرفض عبادة الأوثان والممارسات الوثنية التي كانت منتشرة في مكة، وكان ينعزل ويتعبد في غار حراء عدة ليالٍ. وعندما كان محمد في الأربعين من عمره، قرابة 610م، ذكر أنّ جبريل زاره في الغار، وتلقى أول وحي من الله. وفي عام 613م، نزل عليه جبريل وكُلّف بالرسالة وهو ابن أربعين سنة، أمر بالدعوة سرًّا لثلاث سنوات، قضى بعدهن عشر سنوات أُخَر في مكّة مجاهرًا بدعوة أهلها، وكلِّ من يرد إليها من التّجار والحجيج وغيرهم، مُعلنًا أن «الله واحد»، وأن «الخضوع» الكامل (الإسلام) لله هو الطريق الصحيح، وأنه نبي مرسل من الله على غرار الأنبياء الآخرين في الإسلام. هاجر إلى المدينة المنورة والمسماة يثرب آنذاك عام 622م وهو في الثالثة والخمسين من عمره بعد أن تآمر عليه سادات قريش ممن عارضوا دعوته وسعوا إلى قتله، فعاش فيها عشر سنين أُخر داعيًا إلى الإسلام، وأسس بها نواة الحضارة الإسلامية، التي توسعت لاحقًا وشملت مكة وكل المدن والقبائل العربية، إذ وحَّد العرب لأول مرة على ديانة توحيدية ودولة موحدة، ودعا لنبذ العنصرية والعصبية القبلية.

### القرآن

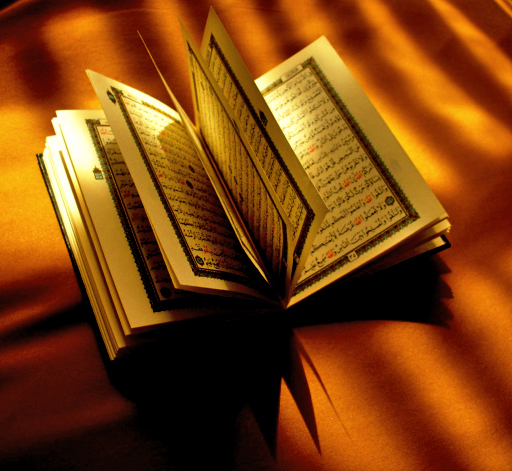
القرآن والذي يُعتبر أهمّ المصادر لمعرفة سيرة النبي محمد وأوثقها.

### كتب الحديث

صحيح البخاري الذي يُعتبر أصحّ كتب الحديث عند المسلمين السنة.

## خلفية تاريخية

أهم القبائل العربية في شبه الجزيرة العربية قبل الإسلام.

## نسبه

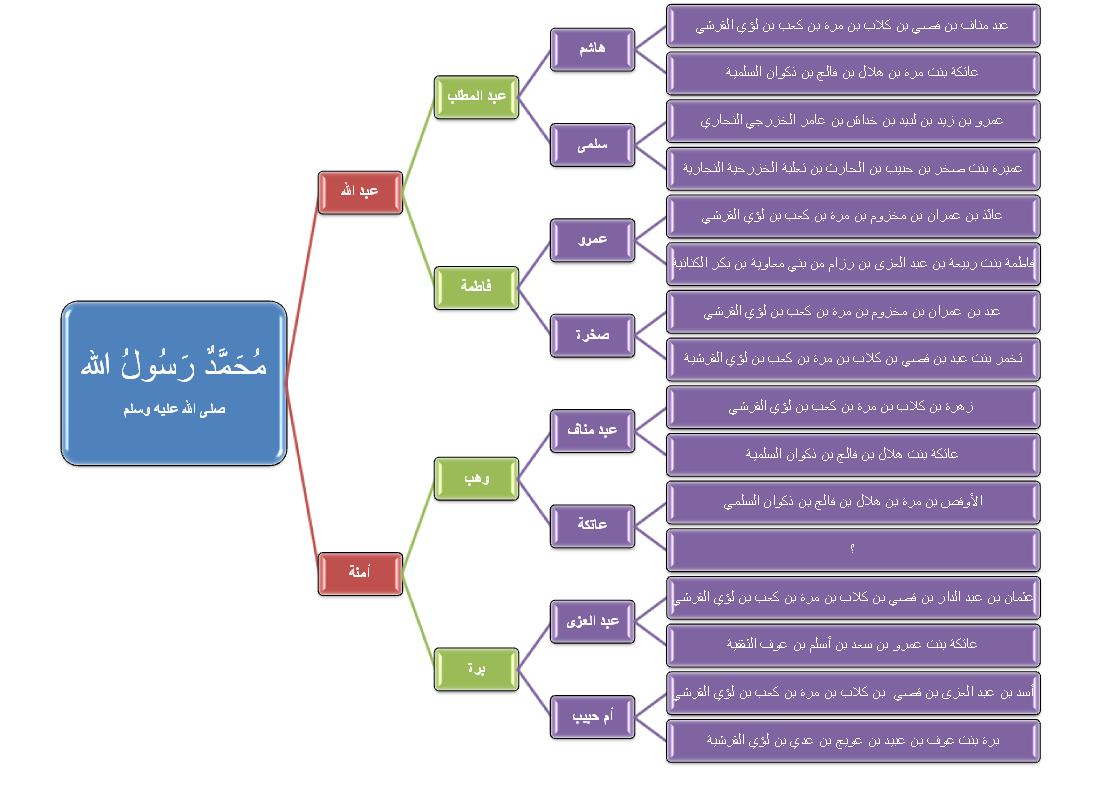
أسماء آباء وأمهات النبي محمد.

### شبابه

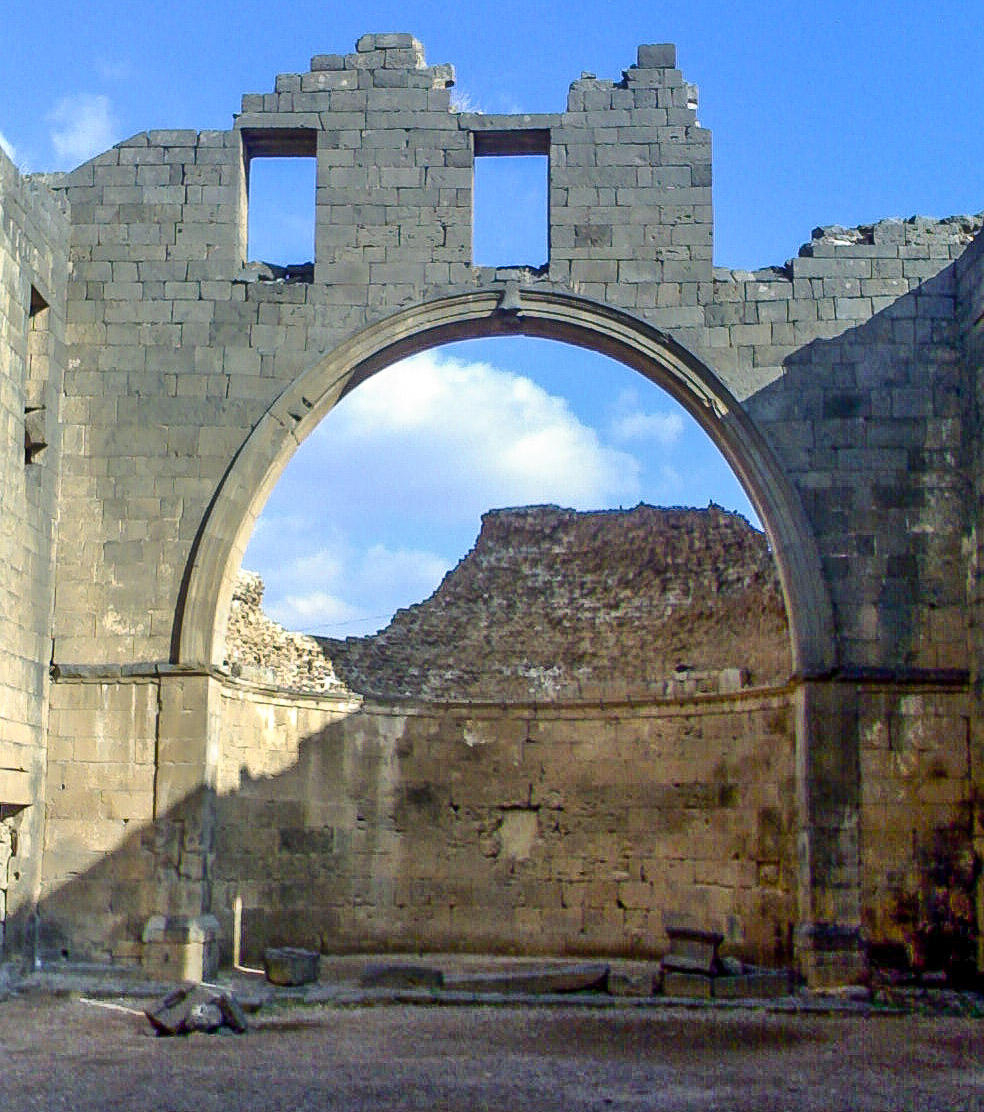
دير الراهب بحيرى في بصرى.

### زواجه بخديجة

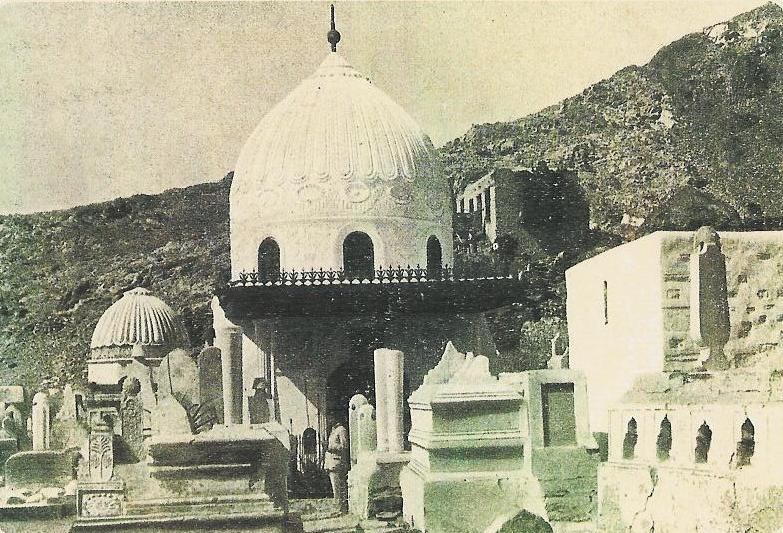
القبة التي كانت مبنية على قبر خديجة في مقبرة المعلاة.

### مبشرات على قرب مبعثه

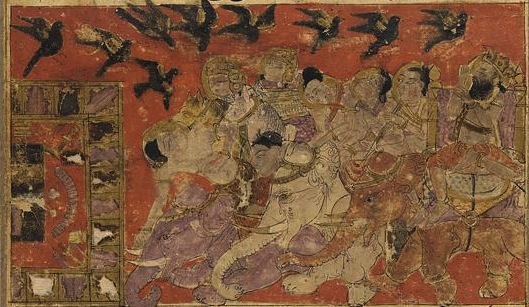
الطير الأبابيل تهاجم أبرهة الحبشي والفيلة بحجارة نارية من جهنم عند سعيه لهدم الكعبة كما ورد في سورة الفيل، وهي إحدي المبشرات بمولد محمد.

### نزول الوحي

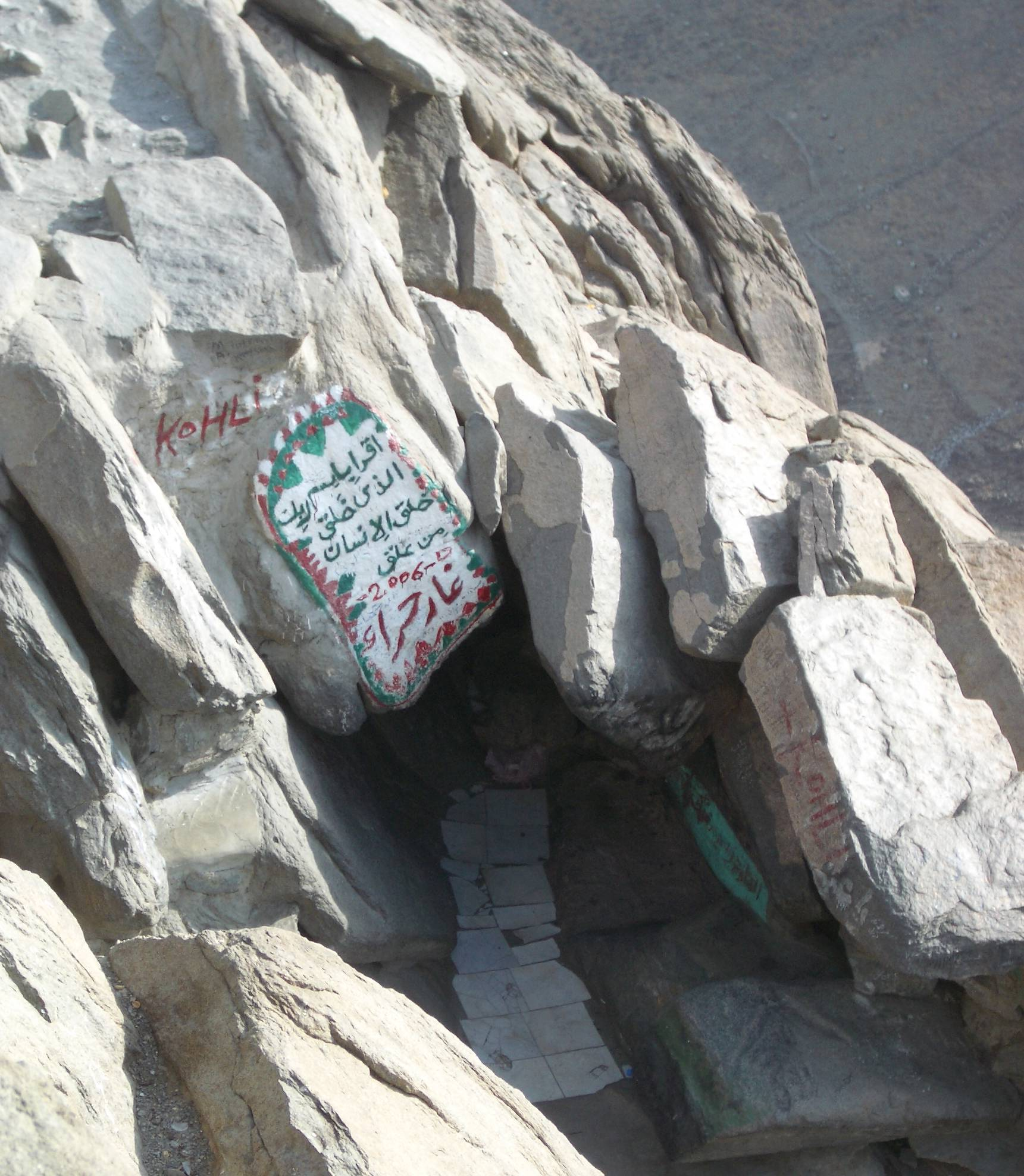
غار حراء، حيث نزل الوحيُ من الله على محمد.

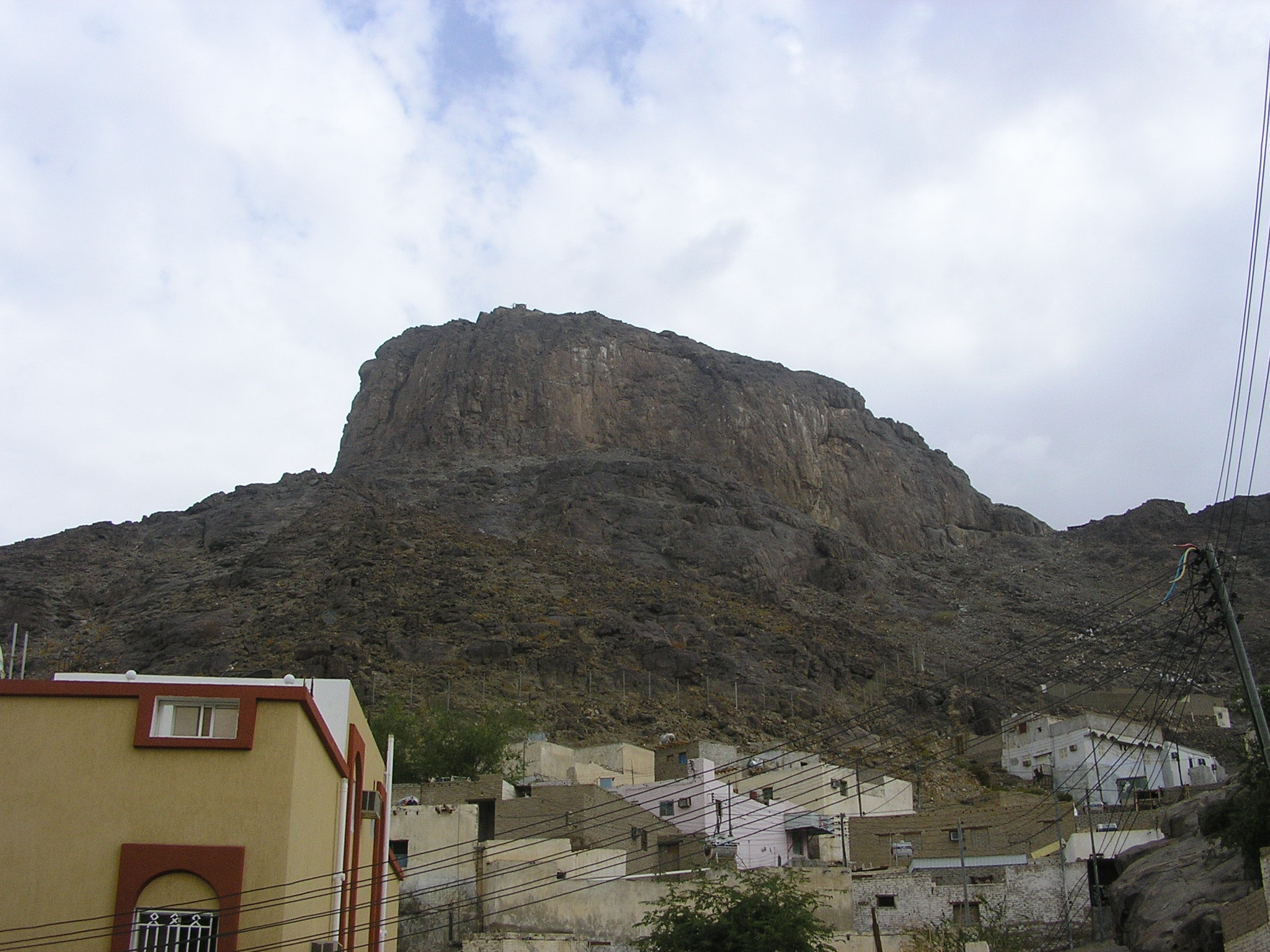
جبل النور في مكة.

### بداية الدعوة

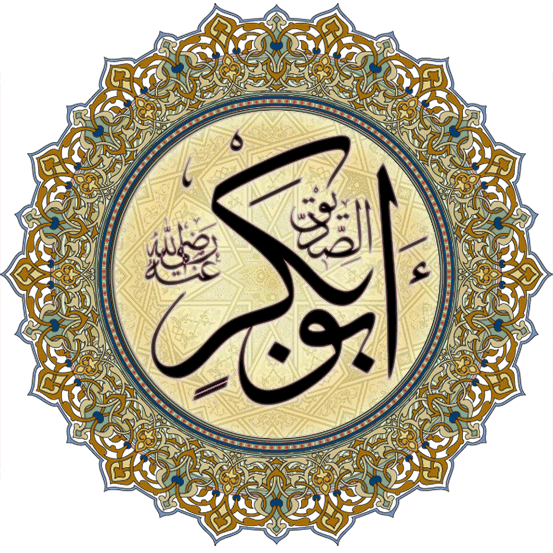
قال النبي محمد.

### الجهر بالدعوة

جبل الصفا من داخل المسجد الحرام في مكة، والذي جهر عنده محمد أول مرة بدعوته.